# 戦場のジャーナリスト
『戦場のジャーナリスト』（せんじょうのジャーナリスト、Harrison's Flowers）は、2000年のフランスの戦争映画。フランスの監督エリ・シュラキが、旧ユーゴスラビアの民族紛争時の取材カメラマンとその妻の姿を実話を元に描くシリアスな内戦地映画。出演はアンディ・マクダウェルとイライアス・コティーズなど。
日本では劇場未公開でCSとWOWOWで放映された。WOWOW放映時のタイトルは『戦場に消えたカメラマン』。

## ストーリー
1991年、ニューズウィークの戦場カメラマン、ハリソン・ロイドはクロアチア紛争の取材に出かける。ある日、家族の元に彼の訃報が届く。しかし突然の知らせに混乱するも事実を受け入れられない妻のサラは、現地クロアチへ向かう。夫の死を確認しに戦地へ向かうが、そこで彼女が目にしたのは悲惨な光景だった。

## キャスト
- サラ・ロイド: アンディ・マクダウェル
- イェーガー・ポラック: イライアス・コティーズ
- マーク・スティーヴンス: ブレンダン・グリーソン
- カイル・モリス: エイドリアン・ブロディ
- ハリソン・ロイド: デヴィッド・ストラザーン
- サミュエル: アラン・アームストロング
- キャシー: マリー・トランティニャン
- メアリー: ダイアン・ベイカー
- クリス: ジェラルド・バトラー
- セサール・ロイド: スコット・アントン

## 作品の評価
アロシネによれば、フランスの17のメディアによる評価の平均点は5点満点中3.8点である。
Rotten Tomatoesによれば、86件の評論のうち高評価は49%にあたる42件で、平均点は10点満点中5.6点、批評家の一致した見解は「『戦場のジャーナリスト』は、戦争を衝撃的なまでに冷徹にリアルに描きながら、そのようなシーンを陳腐なラブストーリーの背景として使っている。」となっている。
Metacriticにyれば、31件の評論のうち、高評価は15件、賛否混在は12件、低評価は4件で、平均点は100点満点中49点となっている。